# The Auk
The Auk is een elk kwartaal verschijnend ornithologisch tijdschrift dat sinds 1884 bestaat. Het is het officiële tijdschrift van de American Ornithologists' Union en het wordt uitgegeven door de University of California Press. The Auk bevat artikelen over wetenschappelijke studies gedaan naar de anatomie, het gedrag en de verspreiding van vogels. Het blad is genoemd naar de reuzenalk, het symbool van de AUO. Het blad heeft in totaal 16 hoofdredacteurs gehad. Sinds 2010 is Michael Murphy van de Portland State University hoofdredacteur.
In 2009 werd The Auk verkozen tot een van de honderd meest invloedrijke biologische tijdschriften.